# 长叶穴果木
长叶穴果木（学名：Coelospermum morindiforme）为茜草科穴果木属下的一个种。

## 扩展阅读
- 維基物種上的相關：长叶穴果木